# Primula souliei
Primula souliei är en viveväxtart som beskrevs av Adrien René Franchet. Primula souliei ingår i släktet vivor, och familjen viveväxter. Inga underarter finns listade i Catalogue of Life.